# Havering kerület
Havering kerület London külső, északi részén fekvő kerülete. Legfontosabb része Romford, egyéb részei Hornchurch és Upminster.

## Fekvése
Havering kerületet délen Bexley és a Temze, nyugaton Redbridge és Barking and Dagenham, északon Essex, keleten Thurrock határolja.

## Története
A régió története a régi angol-szász időkbe nyúlik vissza, amikor megépítették a Havering Palace-t, és a palotával a környező terület is a király tulajdona lett. A régió legalább Hitvalló Eduárd angol király idejéig fennmaradt, mikor ez lett a fő rezidenciája. 1465-től szabad státuszú terület. Ebbe beletartozott még Havering atte Bower, Hornchurch és Romford.
Havering neve a dokumentumokban a 12. században kerül elő. A név eredetén a történészek a középkor óta nem jutottak dűlőre, mikor egy legenda összekapcsolta a területet Hitvalló Edward egyik gyűrűjével, amit a történet szerint Szent János apostol.
A terület 1865-ben lett London része, mikor Romford Önkormányzati Kerületet és Hornchurch Városi Körzetet összevonták.
A londoni metró és a gyors vasúti összeköttetés miatt ez a környék egy jól fejlett lakóövezet lett.
A kerületet két fázisban fejlesztették: a középosztálynak otthont nyújtó körzeteket a Viktória- és Edward korabeli épületek jellemzik. A második fejlődési korszak, mely elsősorban a ma romfordi kertvárosi övezet néven ismert területet (Upminster, Emerson Park, Gidea Park) érintette a vasúthálózat fejlődéséhez, a 19. század végéhez kapcsolódik.
Az 1930-as években a District ine-t villamosították, és Upminsterig meghosszabbították, és két új megállót is építettek. Ugyanebben az időben az iparosodás ezen a területen sok esélyt adott az itteni munkásosztálynak.

## Lakossága
A kerületnek 93.200 háztartásban 224.582 lakosa volt 111 km²-en a 2001-es népszámlálás adatai alapján. Magas az egy főre jutó zöldfelület mérete, mivel 60 km², a kerület területének több mint a fele a Londont körülölelő védett zöldövezethez tartozik. Itt a legalacsonyabb, 3% a munkanélküliek aránya, és itt az egyik legjobb a bűnözési statisztika.
Ugyanezen felmérés alapján a lakosságban itt a legnagyobb a fehér etnikumhoz tartozók aránya (95,1%).
A kerület népessége a korábbiakban az alábbi módon alakult:
| Lakosok száma | 239 700 | 249 100 | 257 810 | 264 703 |
|               | 2012    | 2015    | 2018    | 2022    |

## Ipar és kereskedelem
Több mint 7.000 Haveringben alapított cég van. Romford a kerület legnagyobb kereskedelmi központja. A vasútállomás körül ugyanebben a körzetben irodai épületek találhatók. Az ipar Rainhamtől északra, a Temze partján telepedett le.
A nagyobb bevásárlóközpontok, mint a Liberty Shopping Centre szintén Romfordban találhatóak. A romfordi piac a körzet északi oldalán található. Ez a kerület és a környező terület legnagyobb piaca. Ezen kívül még Hornchurch és Upminster rendelkezik nagyobb bevásárló központokkal.
A West Endet leszámítva Nagy-Londonban Romfordban a lega nightclubok és a pubok sűrűsége. A szórakozóhelyek ilyen nagy száma miatt és az innét induló közlekedés összeköttetése a kerület más részeivel nincs más jelentős szórakozónegyed a kerületben.
A haveringi önkormányzat kérvényezte a kormánynál, hogy engedélyezzék egy szuperkaszinó építését a kerület déli részén, de az indítványt 2006 májusában visszautasították. A kerület a döntés felülvizsgálatát indítványozta.

## Körzetek
A leginkább beépített részei a kerületnek a tradicionális kertes külvárosok: Hornchurch, Emerson Park, Gidea Park, Harold Wood, Romford és Upminster. Ezek a területek folyamatosan fejlődtek az elmúlt évszázadban, így ma egy nagy összefüggő részt mutatnak, amin belül azért megvannak a történelmi határok.
A szétszórt lakónegyedek, amelyeket az elmúlt időben fejlesztenek:
- Ardleigh Green
- Chase Cross
- Elm Park
- Harold Hill
- Rainham

Ezzel ellentétben kevésbé fejlesztették a következő területeket:
- Havering-atte-Bower
- North Ockendon
- Noak Hill
- Wennington

## Közlekedés

### Úthálózat
A kerület határát jelenti az M25-ös autópálya. Az egyetlen körzet, ami ezen túl fekszik, az North Ockendon. Az A12 és azA13 autópálya a város közepéből indulnak és érintik a kerület északi és keleti részét. Az A127 főút a Gallows Cornertől indul Southend felé, és ugyanitt van a keleti vége az A118 helyi főútnak. A Canning Townból induló A124 helyi főútnak Upminsterben van a vége.

### Tömegközlekedés
A londoni metró Districts line vonala a kerület közepén fut végig, kiszolgálva így Elm Park, Hornchurch, Upminster Bridge és Upminster lakosait. Nagyon jólszervezett sűrű buszközlekedés jellemzi Romfordto, melynek minden más kerületen belüli körzettel és London más részeivel is jó az összeköttetése.
A London Tilbury and Southand vasútvonal (amit a c2c üzemeltet) két helyen is átszeli a kerületet. A Great Eastern Main Line (amit a 'one' üzemeltet) a kerület északi részén halad át, érintve Romfordot, Gidea Parkot, és Harold Woodot.
Állomások listája:
- Elm Park metróállomás
- Emerson Park vasútállomás
- Gidea Park vasútállomás
- Harold Wood vasútállomás
- Hornchurch metróállomás
- Rainham vasútállomás
- Romford vasútállomás
- Upminster állomás
- Upminster Bridge metróállomás

## Látnivalók
- Langtons
- Liberty Shopping Centre
- Queen's Theatre
- Romford Market
- Gidea Park – 1911, Kiállítás
- Upminster Windmill
- Upminster Tithe Barn Museum of Nostalgia

## Politika

### Kerületi Közgyűlés
| Év   | Adminisztráció | Adminisztráció | Munkáspárt | Konzervatív | Függetlenek | Liberális Demokraták | BNP | UKIP |
| ---- | -------------- | -------------- | ---------- | ----------- | ----------- | -------------------- | --- | ---- |
| 1964 |                | Nincs többség  | 27         | 16          | 12          | -                    | -   | -    |
| 1968 |                | Konzervatív    | 7          | 35          | 13          | -                    | -   | -    |
| 1971 |                | Munkáspárt     | 30         | 13          | 12          | -                    | -   | -    |
| 1974 |                | Nincs többség  | 26         | 20          | 9           | -                    | -   | -    |
| 1978 |                | Konzervatív    | 12         | 38          | 13          | -                    | -   | -    |
| 1982 |                | Konzervatív    | 12         | 37          | 9           | 5                    | -   | -    |
| 1986 |                | Nincs többség  | 20         | 28          | 10          | 5                    | -   | -    |
| 1990 |                | Nincs többség  | 25         | 19          | 13          | 6                    | -   | -    |
| 1994 |                | Nincs többség  | 31         | 11          | 17          | 4                    | -   | -    |
| 1998 |                | Nincs többség  | 29         | 14          | 17          | 3                    | -   | -    |
| 2002 |                | Nincs többség  | 9          | 26          | 18          | 1                    | -   | -    |
| 2006 |                | Konzervatív    | 2          | 34          | 16          | 1                    | 1   | -    |
| 2010 |                | Konzervatív    | 5          | 33          | 16          | -                    | -   | -    |
| 2014 |                | Nincs többség  | 1          | 22          | 24          | -                    | -   | 7    |
| 2018 |                | Nincs többség  | 5          | 25          | 24          | -                    | -   | -    |
| 2022 |                | Nincs többség  | 9          | 23          | 23          | -                    | -   | -    |

### Londoni Tanács
Havering a Havering and Redbridge választókerülethez tartozik.

### Parlament
Jelenleg a kerület három parlamenti választókerületre, (Hornchurch, Romford és Upminster) választókerületekre oszlik. Az új választásokat megelőzően átalakítják majd a körzeteket, s így lesz majd egy Hornchurch and Upminster és egy Dagenham and Rainham választókerület.

## Testvérvárosok
- Ludwigshafen Németország
- Hesdin Franciaország